# Верхнесалдинский краеведческий музей
Верхнесалдинский краеведческий музей (МБУК «Верхнесалдинский музей») — муниципальный музей исторического профиля, расположенный в городе Верхняя Салда Сердловской области, Россия. Музей размещается в двух зданиях.

## История создания
Основан 1 апреля 1996 года на правах филиала Нижнетагильского музея-заповедника «Горнозаводского дела Среднего Урала». В апреле 2001 года впервые открыл свои двери для посетителей. С 1 января 2005 года вышел из состава музея-заповедника и стал муниципальным, а с 16 января 2006 года музей получил статус юридического лица.
Размещается в здании бывшей конторы Верхнесалдинского железоделательного завода — памятнике архитектуры областного значения первой половины XIX века. Здание конторы построили в 1831 году по проекту крепостного архитектора Александра Петровича Чеботарева. С 1897 по 1901 год здесь работал выдающийся российский учёный-металлург Владимир Ефимович Грум-Гржимайло.
Комплектование фондов музея началось с личных вещей В. Е. Грум-Гржимайло, переданных в дар музею его потомками через салдинского краеведа Николая Прокопьевича Чайко: готовальня, пишущая машинка, письменные принадлежности и резной стул, медная табличка с надписью «Металлургическое бюро» 1915 года и другие предметы  составили основу мемориального комплекса учёного. Первая выставка, организованная музеем в День города в 1997 году, была названа «Эпоха Грума в Салде».

## Музей сегодня
Музей размещается в двух зданиях: основная экспозиция расположена по адресу ул. Ленина, 64; экспозиция «Музея быта и ремесел» — по адресу ул. Калинина, 35.
В 2004—2005 годы открылись три зала основной экспозиции «Мой город. Страницы истории», рассказывающие об основании, становлении и развитии железоделательного завода и посёлка в хронологии через отдельные темы и личности. В первом зале располагалась гордость музея — мемориальный кабинет Владимира Ефимовича Грум-Гржимайло, жизнь и деятельность которого семнадцать лет была связана с салдинскими заводами, расположен в первом зале музея. Здесь же представлены диорама «Верхнесалдинский заводской посёлок первой половины XIX века», этнографические материалы о жизни жителей заводского поселка, воспроизведен жилой интерьер 1930-х гг. Второй зал экспозиции был посвящён основным событиям первой половины XX века: Первая мировая война, Октябрьская революция, Гражданская война, Великая Отечественная война. Здесь можно было увидеть подлинные фотографии, личные вещи и боевые награды салдинцев–фронтовиков. Третий зал отражал важные исторические этапы развития города и его предприятий во второй половине XX века: становление титанового производства, формирование современного облика Верхней Салды. Особое место в экспозиции занимает комплекс, посвященный салдинцам – участникам локальных войн.
С 29 октября 2018 года главное здание музея закрыто для посещения и проведения массовых мероприятий в связи с ремонтными работами.
Музей участвует в ежегодных акциях «Ночь музеев» и «Ночь искусств», устраивает выездные выставки и мероприятия.
С 2003 года музей ежегодно 6 декабря (в День города) проводит научно-практическую конференцию «Грумовские чтения», посвященную краеведческим исследованиям, историческим обзорам и уникальным фактам о городе и людях.
С 2006 года при музее работает клуб «Родовое гнездо», который исследует и публикует истории салдинских семей.

## Внешние ссылки
- «Мир сотворён мудро». 150-летию В. Е. Грум-Гржимайло посвящается // Музей краеведческий. 2014. 25 февраля.
- Приветственное слово директора Верхнесалдинского музея Язовских Анастасии Владимировны // Музей краеведческий. 2021. 6 декабря.